# Redan (przedsiębiorstwo)
Redan S.A. – przedsiębiorstwo z siedzibą w Łodzi, zajmujące się projektowaniem, marketingiem oraz dystrybucją odzieży będące spółką zarządzającą Grupy Kapitałowej Redan.

## Działalność
Redan S.A jest właścicielem takich marek odzieżowych jak: Top Secret, Troll, Textilmarket. Dominującą część działalności GK Redan stanowi sprzedaż detaliczna odzieży prowadzona poprzez dwie podstawowe sieci handlowe wchodzące w skład grupy. Są to modowa sieć sklepów Top Secret (spółka Top Secret sp. z o.o. z siedzibą w Łodzi) i dyskontowa sieć Textilmarket (spółka TXM S.A. w restrukturyzacji z siedzibą w Warszawie).  Łącznie dwie sieci posiadały na koniec 2014 rok  ponad 500 sklepów, zatrudniały ponad 3000 osób i generowały ponad 500 milionów złotych obrotu. Podstawowym rynkiem dla GK Redan jest Polska, ale spółka prowadzi również działania w Rosji, Ukrainie, Białorusi, Czechach, Słowacji, Litwie, Niemczech, Norwegii, Bułgarii, Mołdawii, Rumunii i Grecji.
Redan od lat wspiera fundację Happy Kids – ogólnopolską organizację pożytku publicznego zajmującą się tworzeniem i wspieraniem rodzinnych domów dziecka.

## Akcjonariat
Firma jest całkowicie polskim podmiotem gospodarczym, który został zarejestrowany jako spółka akcyjna w 1995 roku. Większościowym udziałowcem spółki jest  Radosław Wiśniewski będący jednocześnie jej historycznym twórcą. Od 2003 roku spółka notowana jest na Giełdzie Papierów Wartościowych